# صفيحة ذهبية

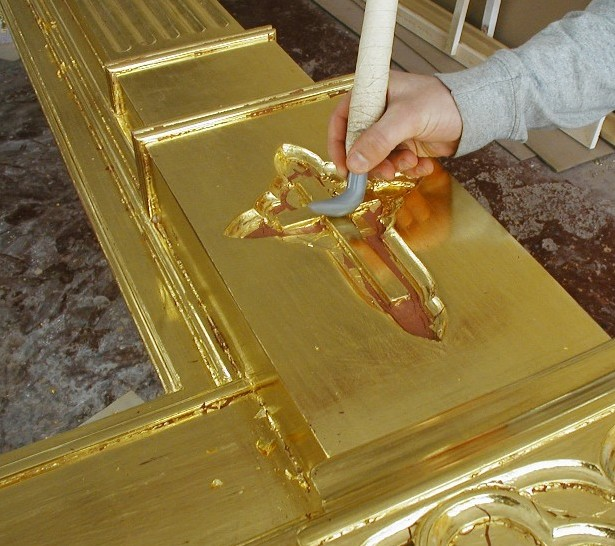
تغطية جدار بالأوراق الذهبية

رُقاقة الذهب أو الصفيحة الذهبيَّة (أو ورقة ذهبية) هي شريحة ورق باللون الذهبي تستخدم في التجميل وعلاج البشرة وتلوين الجدران.

## أوراق الذهب الصالحة للأكل
توجد مجموعة توابل من أوراق الذهب الصالحة للأكل، في أوانٍ تجمع مابين 23 قيراط من أوراق الذهب مع التوابل التقليدية مصنوعة من الملح الذهبي الموجود في جبال الهيمالايا والفلفل و الحلوى المطلية بالذهب.